# LWL-Freilichtmuseum Detmold
Das LWL-Freilichtmuseum Detmold (bis 2006 Westfälisches Freilichtmuseum Detmold) befindet sich in der lippischen Stadt Detmold in Nordrhein-Westfalen. Träger des Museums ist der Landschaftsverband Westfalen-Lippe (LWL). Das 1971 eröffnete Freilichtmuseum trägt den Untertitel Westfälisches Landesmuseum für Alltagskultur und ist eines der bedeutendsten seiner Art in Europa und mit 90 Hektar Fläche und etwa 120 historischen Gebäuden nach eigenen Angaben das größte Deutschlands.

## Beschreibung

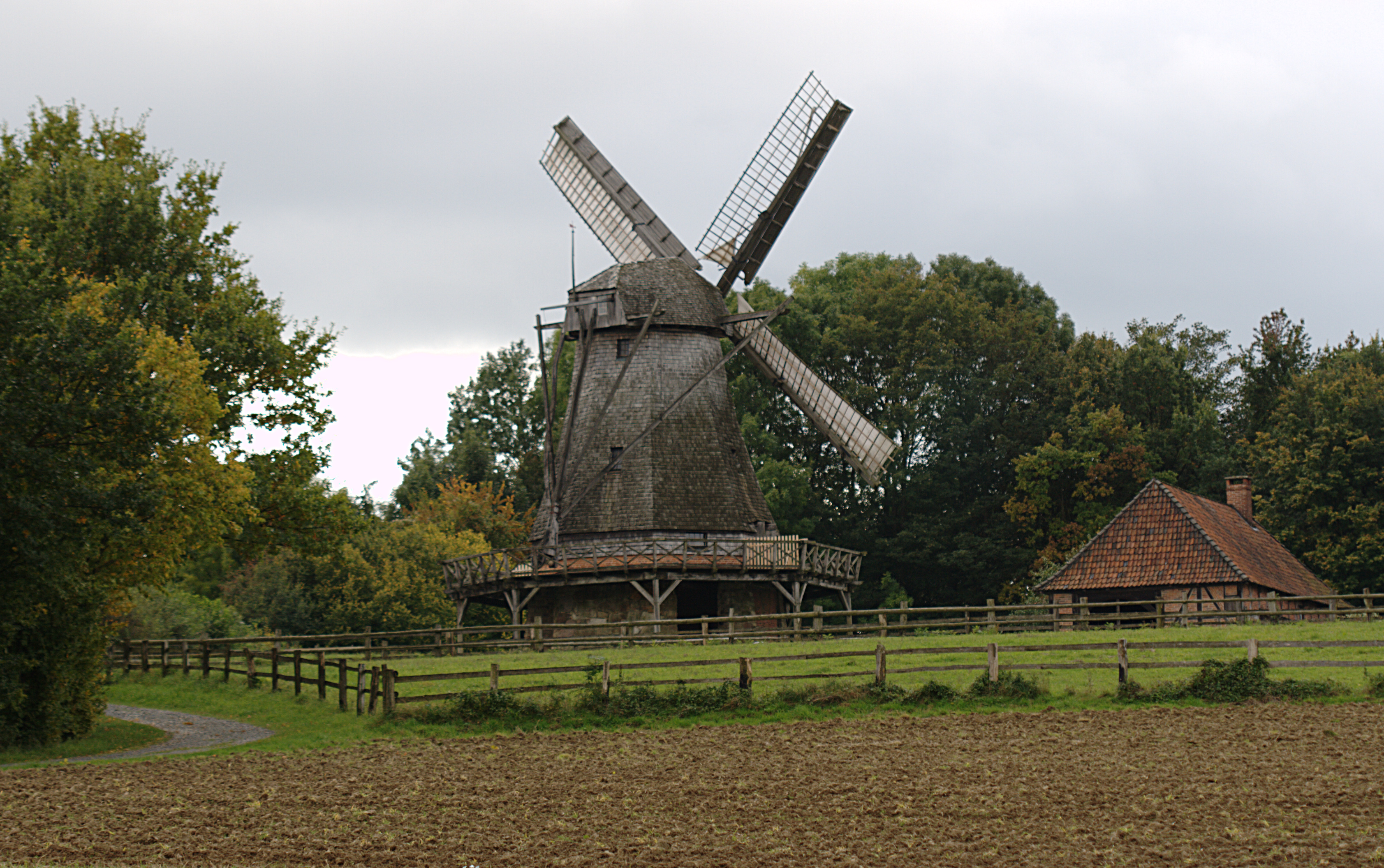
Kappenwindmühle im Museum

Als Besonderheit hat das Museum seit 1985 einen Schwerpunkt im Bereich der Landschaftsökologie und zeigt den Wandel der historischen Kulturlandschaft sowie alte Tierrassen und Pflanzenarten. Vor dem Verschwinden konnten damit bereits alte westfälische Haustierrassen wie die Lippegans und das Bentheimer Landschaf bewahrt werden; seit 2001 werden im Museum auch Senner Pferde gezüchtet.

## Geschichte

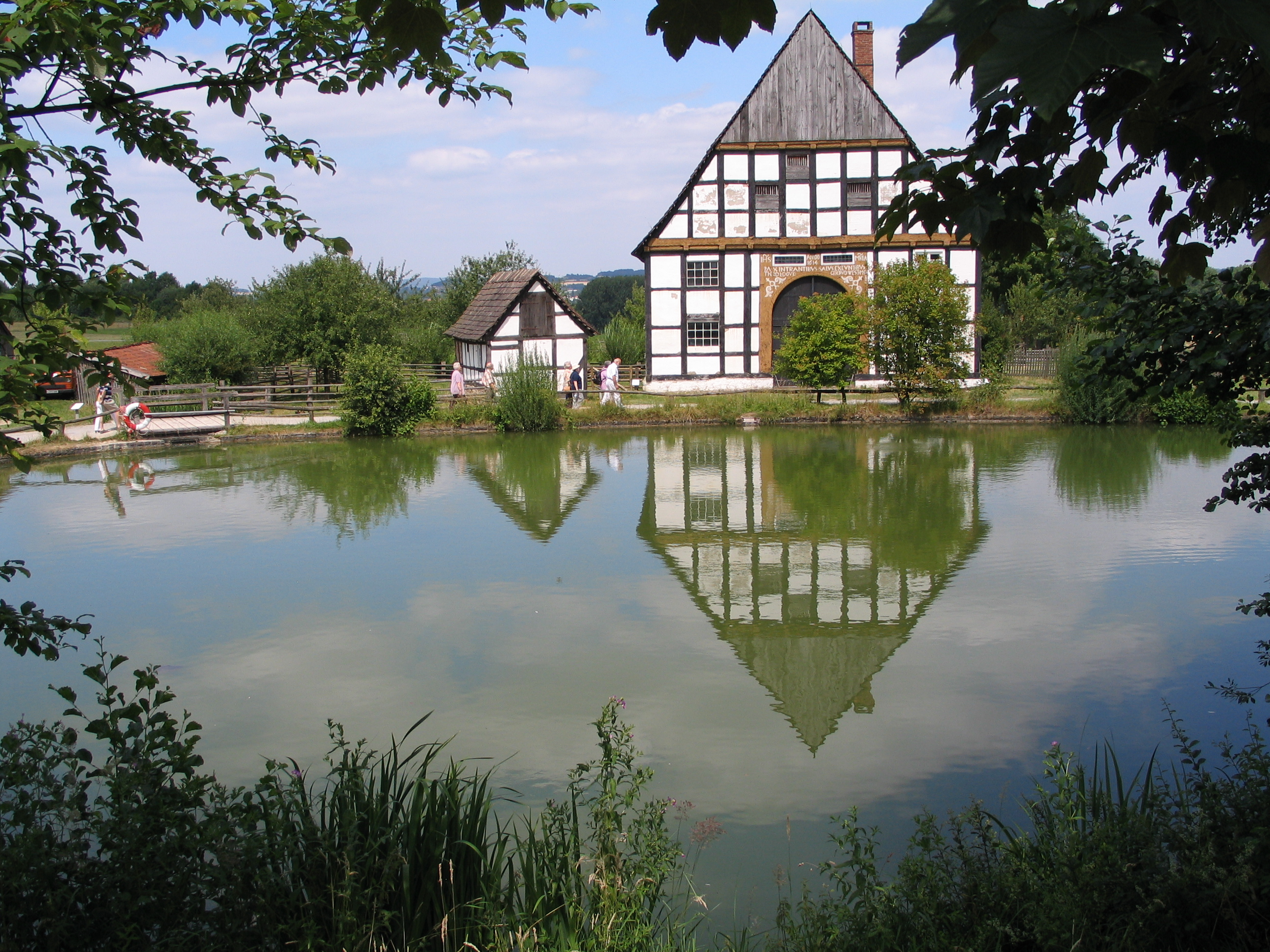
Häuser im „Paderborner Dorf“

Am 22. Juli 1960 beschloss der Landschaftsverband Westfalen-Lippe die Gründung eines „Westfälischen Freilichtmuseums Bäuerlicher Kulturdenkmale“ auf einem 80 Hektar großen Gelände am Königsberg zwischen Detmold und Heiligenkirchen zur Darstellung des Wandels des bäuerlichen Lebens in den Jahren 1550 bis 1800. Als Leiter wurde der Volkskundler Josef Schepers berufen. Sechs Jahre später, im Mai 1966, begannen die Bauarbeiten, und am 7. Juli 1971 wurde das Museum eröffnet. Es umfasste damals folgende Gebäude: Osnabrücker Wiehengebirgshof (acht Gebäude, dargestellte Zeit: um 1800), Mindener Hof (sechs Gebäude, 1800), Doppelheuerhaus (1800–1830), Tecklenburger Kötterhaus (1800–1860), Münsterländer Gräftenhof (acht Gebäude, um 1800).
Als erste Ergänzung des Gebäudebestands wurde 1973 der „Lippische Meierhof“ mit sechs Gebäuden fertiggestellt. 1974 bekam das Museum den Titel „Landesmuseum für Volkskunde“, und im Entwicklungsplan für 1975 wurde die Grenze der Darstellung des Bäuerlichen Lebens im Museum von 1550 bis 1800 auf 1550 bis 1900 geändert. 1976 wurde der „Westmünsterländer Hof“ mit neun Gebäuden aus der Zeit 1790 bis 1860 fertiggestellt. Das „Paderborner Dorf“ der Zeit um 1900 wurde am 13. Juli 1981 mit zehn der geplanten siebzig Gebäude eingeweiht. Zwei Jahre später wurde der Westhellweghof aus Brackel bei Dortmund (1793) eingeweiht. Am 12. Juni 1991 erfolgte die Ganzteiltranslozierung des Tagelöhnerhauses aus Rösebeck nach Detmold. 1992 wurde der Sammlungsauftrag des Museums bis in die Gegenwart erweitert. Das „Sauerländer Dorf“ (1918–1930) wurde 1997 eingeweiht. 2000 wurde eine Ausstellung „ZimmerWelten“ zur Dokumentation des Wohnalltages der Gegenwart durchgeführt. 2007 wurde das „Haus Uhlmann“ aus Ovenhausen und 2010 das „Haus Schwenger“ aus Rheda mit dem historischen „Fotoatelier Kuper“ von 1891 aus Rietberg eröffnet. Seit Juli 2013 werden auch die 1960er Jahre im Freilichtmuseum präsentiert, denn seitdem ist eine Tankstelle aus Siegen-Niederschelden im „Siegerländer Weiler“ zu sehen. Mit dem „Hof Remberg“ im Sauerländer Dorf bietet das Freilichtmuseum seit Mai 2016 Schulklassen und anderen Bildungsgruppen die Möglichkeit, im Museum für mehrere Tage zu übernachten.
Im Mai 2017 wurde auf dem höchsten Punkt der Anlage am Rande des Sauerländer Dorfes der nach historischem Vorbild gestaltete 14,2 m hohe hölzerne Aussichtsturm auf dem Königsberg eröffnet.
Bereits 2008 begannen Planungen zur Errichtung eines neuen Eingang- und Ausstellungsgebäudes. 2021 erfolgte hierzu der Spatenstich, im Juli 2024 feierte man Richtfest.
Im März 2025 wurde bekannt, dass das Museum ab 2026 in den Ganzjahresbetrieb startet, sodass lediglich ein Teil des Geländes als Freilichtgelände zur Verfügung steht. In diesem Zuge wurde über eine Namensanpassung in einen Namen, die dem zukünftig zweigeteilten Gelände gerecht wird, kritisch diskutiert. Bei einer Sitzung des LWL-Landschaftsausschusses im Juni 2025 wurde die Namensanpassung in „LWL-Museum Hellerlecht, Westfälisches Landesmuseum für Kultur und Geschichte“ beschlossen.

## Dörfer, Höfe und Gebäude

### Paderborner Dorf

#### Allgemeines

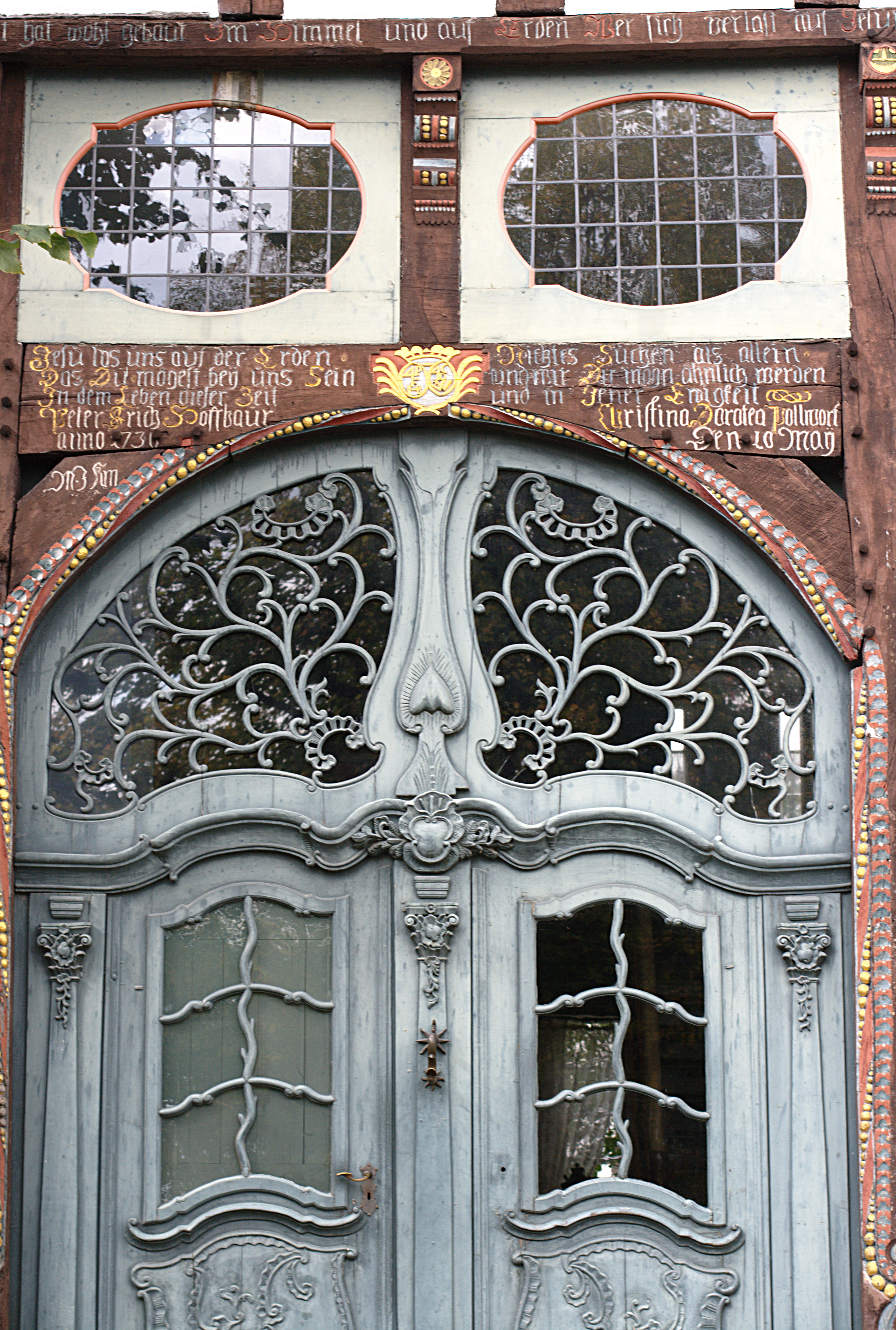
Rokokotür am Stahlschen Haus, benannt nach seinem Besitzer, dem Weinbrennerei-Besitzer Carl Stahl, erbaut 1730 in Gütersloh, heute Teil des Paderborner Dorfs im Freilichtmuseum

Mit 70 Gebäuden ist das Paderborner Dorf die größte Baugruppe des Westfälischen Freilichtmuseums Detmold. Um das Zentrum mit der Kirche auf dem ehemaligen Wehrfriedhof und dem Dorfanger mit dem Dorfteich gruppieren sich die Höfe, Häuser und Nebengebäude zum Teil Giebel an Giebel. Es folgt der Gartenring und anschließend die offene Landschaft mit Getreidefeldern.
Die Anlage hat Dörfer des Kreises Höxter zum Vorbild. Sie nimmt Gebäude aus dem Bereich des ehemaligen Hochstiftes Paderborn einschließlich der einstigen Reichsabtei Corvey sowie angrenzender Landschaften auf, also aus den heutigen Kreisen Paderborn, Höxter sowie Teilen der Kreise Gütersloh, Lippe, Soest und Hameln-Pyrmont. Das Siedlungsbild im Kreis Höxter ist von geschlossenen, dicht bebauten Dörfern geprägt, die in starkem Kontrast zu den Einzelhof-Landschaften Westfalens stehen. In der äußeren Erscheinung gibt das Dorf im Museum den Zeitpunkt um 1900 wieder. Häuser des 16. Jahrhunderts stehen neben Häusern des 19. Jahrhunderts; manche sind mehrfach umgebaut oder erweitert.
Mit den Bauten unterschiedlicher sozialer Herkunft wird das differenzierte und verwobene Sozialgefüge eines Dorfes sichtbar gemacht. Es zeigt die Wohn- und Arbeitsstätten von Bauern und Handwerkern, Tagelöhnern und Arbeitern, Händlern und Altenteilern, von Pfarrer und Rentmeister. Gemeinschaftsbauten wie Kirche, Schule und Spritzenhaus vervollständigen die Anlage.
In den Dörfern des Oberweserraumes gehen die ältesten Gebäude in das frühe 16. Jahrhundert zurück. Die Höfe bestehen aus wenigen Gebäuden. Speicher, bis in das 17. Jahrhundert noch üblich, bilden die Ausnahme. Häufiger gibt es nur eine Scheune, einen Schuppen oder einen Stall als Nebengebäude. Einige Häuser des 16. Jahrhunderts zeigen üppige Giebel mit aufwendigen Schnitzereien, Zierinschriften und vereinzelt mit farbigen Fassungen. Die Vorkragungen der Giebeldreiecke ruhen schon in moderner Art und Weise auf Stichbalken statt altertümlich auf Kopfbändern oder Knaggen. Backsteinziersetzungen sind ein beliebtes Element der Fassaden des 18. Jahrhunderts. Die Häuser des 17. Jahrhunderts (Dreißigjährige Krieg) und des 19. Jahrhunderts haben dagegen zumeist ein einfacheres Fachwerk. Die Strohdächer wurden seit dem 18. Jahrhundert durch Ziegeldächer bzw. Dachdeckungen mit Sollingsandsteinplatten ersetzt.
Die ältesten Haupthäuser der Dörfer sind hochwandige Fachwerkbauten mit einer mittleren oder seitlichen Deele. Es handelt sich seit der Mitte des 16. Jahrhunderts um Durchgangsdeelen: Die Deele durchzieht das Haus von Giebel zu Giebel, die Wohnräume sind in den Seitenschiffen untergebracht. Die Stube liegt vorn zur Straße hin; einige Häuser haben als Stubenerweiterung „Utluchten“ erhalten, erkerartige Vorbauten, die einen besseren Ausblick auf die Straße ermöglichen.
Die spätmittelalterliche Ankerbalkenkonstruktion wurde in dieser Gegend bereits um 1500 durch die neuzeitliche Dachbalkenzimmerung abgelöst.

#### Ackerbürgerhaus (Haus Hoffbaur/Stahl)
Das Ackerbürgerhaus wurde 1730 in Gütersloh errichtet. Das Haupthaus ist ein kurzer, hochwandiger Vierständerbau mit einem Giebeldreieck, das zweifach auf verzierten Knaggen vorkragt. Berühmt ist es wegen seiner aufwendigen zweiflügeligen Rokokotür mit reich verziertem Oberlicht. Die Torinschrift lautet: Jesu las uns auf der Erden. Nichtes suchen als allein. Das Du mögest bey uns sein und wir Dir mögn ähnlich werden in dem Leben dieser Zeit und in jener Ewigkeit Peter Erich Hoffbaur Christina Dorotea Pollwort anno 1730 den 10. May M. J. KM.
Auf der Schwelle des Giebeldreiecks steht: Anfang und Ende in allen meinen Sachen laß mich jederzeit mit dir meinen Gott und Schöpfer machen - wer Gott vertraut hat wohlgebaut im Himmel und auf Erden wer sich verläßt auf Jesum Christ dem mus der Himmel werden.
Die Deele wird seitlich und rückwärtig in beiden Geschossen von Wohnräumen umgeben. Eine umlaufende Galerie erschließt das Obergeschoss. Die Trennwand der beiden vorderen linken Räume im Erdgeschoss ist reich durchfenstert. Rechts von der Upkammer führt ein Durchgang auf die Deele des zweischiffigen Anbaus aus dem Jahre 1748. Das Tor des Anbaus zeigt die Inschrift: ALLES IST AN GOTTES SEGEN UND AN SEINER GNADE GELEGEN / HERANN CHRISTIAN BETKE CHRISTINA DOROTHEA BETKE G. POLLWORTH / ANNO 1748 DEN 1. AUGUSTI / M CHRISTIAN ZUR MÜHLEN.
Das Ackerbürgerhaus wurde 1971 in Gütersloh abgebaut und 1981 - 83 im Museum wieder aufgebaut.

#### Brunnen
Das etwa 1,70 Meter tief in die Erde reichende Brunnengewände wurde im 12. Jahrhundert gesetzt und ist damit das älteste Objekt des Freilichtmuseums. Es konnte 1981 bei Ausgrabungsarbeiten nahe Schieder freigelegt werden. Zur Übernahme wurde der Brunnen dort ummantelt und im Ganzen in das Museum transportiert.
Das Brunnengewände wurde 1981 abgebaut und 1982 im Museum wieder aufgebaut.
Der oberirdische Aufbau entstand im 19. Jahrhundert als Gemeinschaftsbrunnen mehrerer Höfe in Godelheim. Er besteht aus Bruchquadermauerwerk mit abgerundeten Ecken. Ein flach geneigtes Dach schützt die zum Wasserheben erforderlichen Seilgewinde.
Der oberirdische Aufbau wurde 1982 in Godelheim abgebaut und 1982 im Museum wieder aufgebaut.

#### Dörrofen
Der im 19. Jahrhundert aus Bruchstein erbaute Dörrofen stand auf der Obstweide des Hofes Falkenflucht bei Bödexen. Er diente bis 1952 zum Dörren von Zwetschen, Äpfeln und Birnen, die man auf geflochtene Hürden legte und durch die große Öffnung an der Vorderseite auf die Holzgestelle im Innern schob. Während der Obsternte wurde bei Tag und Nacht gedörrt. Das Obst wurde während des Dörrens gewendet, was den Vorgang verkürzte. An der Rückseite des Ofens befindet sich das Feuerungsloch. Von dort wird der heiße Rauch durch ein System von Zügen im Boden und in den Wänden geleitet, um von allen Seiten eine möglichst gleichmäßige Hitze an das Dörrgut zu bringen. Das Dörren von Obst war die einzige Möglichkeit, es in großen Mengen haltbar zu machen, also ein wichtiger Vorgang im Rahmen der bäuerlichen Selbstversorgung. Dörröfen sind allerdings selten, in der Regel nutzte man zum Obstdörren den Backofen.

#### Gartenhaus (Gut Maygadessen)
Gartenhäuser gab es im 18./19. Jh. bei Adel, Klerus und Bürgern in großer Zahl, doch nur wenige Gebäude blieben bis heute erhalten. Das achteckige unterkellerte Gartenhaus aus Godelheim wurde als allseits offener Pavillon gebaut, in einem Teilbereich gab es schon Brüstungsgefache mit Andreaskreuzen. Es wurde seinerzeit weitgehend aus den Hölzern eines älteren Hauses abgezimmert. Ein Umbau von 1842/46 führte zur Schließung der Seiten mit Riegeln und Bruchsteinausfachungen und zum Einbau großer Bleisprossenfenster, die man bei einem Umbau Ende des 19. Jh. wieder verkleinerte.
Das Gartenhaus aus dem 18. Jh. wurde 1981 abgebaut und im gleichen Jahr im Museum wieder aufgebaut.

#### Haus Golücke
Das Haus Golücke aus Amelunxen (erbaut 1767) ist ein kurzes Durchgangsdeelenhaus mit hohem Wandkasten, Zeichen für Häuser aus enger Dorflage. Besonders typisch für die dörfliche Architektur des 18. Jh. im Weserraum ist der aufwendig gestaltete Giebel. Die Ständer kragen im Obergeschoss aus dem vollen Holz leicht vor, die Brüstungsgefache haben Andreaskreuze, die Gefache sind mit Backsteinen in Ziersetzungen ausgemauert.
Die vier Giebelinschriften lauten: 1.) SO SEGNET GOT DEN SELBEN MAN DER IHM UM SEGEN RUFFET AN, 2.) ALLES IST AN GOTTES SEEGEN UND AN SEINER HULD GELEGEN ÜBER ALLES GELD UND GUT WER AUF GOT SEIN HOFNUNG SETZET DER BEHALT GANZ UNVERLEZET EINNEN FREIN HELDEN MUHT, 3.) DER MICH BIES HIEHER ERNEHRET UND MIR MANCHES GLÜCK BESCHERET () IST UND BLEIBET EWICH MEIN WIRD AUCH FORT DER HELFER SEN, 4.) AN GOTTES SEGEN IST ALLES GELEGEN WER GOT VER / TRAUT HAT WOL GEBAUT IM HIMMEL UND AUF ERDEN / WER SICH VERLÄST AUF IESUM CHRISTDEN MUSS DER HIMMEL W (= werden) / JOHAN DEDRCH GOLLKEN ANNA CATRINA SCHLECHT / ANNO 1767 DEN 15 APR.
Die Wohnräume befinden sich beiderseits der Deele und die Küche in der Mitte des rechten Seitenschiffes ist von dieser abgetrennt. Der Rauch ihrer offenen Feuerstelle zieht durch die Räucherkammer darüber zur Deele ab. An Ställen ist nur noch der Kuhstall mit Holzklappen zur Deele hin links hinten untergebracht. Dem Rückgiebel ist ein Abort angebaut, der von der Rückseite eines Hauses aus dem Dorf Amelgatzen übernommen wurde.
Das Haus Golücke wurde 1964 in Amelunxen abgebaut und 1976 - 77 im Museum wieder aufgebaut.

#### Haus Moven
Das Haus Moven aus Höxter-Bruchhausen ist ein charakteristisches Beispiel für ein Durchgangsdeelenhaus des Weserraumes. Am Torbogen befindet sich die Inschrift: PETTER MOVEN CATHARINA TRUTTEN ANNO 1651. Links ist der Giebel durch eine seitliche Auslucht verbreitert, die dem Platzgewinn für die Stube dient. Während diese Auslucht ursprünglich ist, wird der äußere Eindruck des Gebäudes durch mehrere Veränderungen bestimmt: Das Giebeldreieck war ursprünglich mit Lehmflechtwerk ausgefacht, erst im 19. Jh. entstand (wohl aus Kostengründen) die erhaltene einfache Verbretterung. Im Laufe des 18. Jh. wurde das ursprüngliche Strohdach durch eine Deckung mit Sollingplatten ersetzt. In jener Zeit dürfte auch die kleine Kammer neben der Küche an der linken Seite des Hauses angebaut worden sein, ebenso der Stall unter einem Pultdach am Rückgiebel des Gebäudes.
Das Innere macht den Umbauzustand deutlicher: Ursprünglich bestand das Haus (erbaut 1651) nur aus der Deele und den seitlich anschließenden Räumen. Auf der rechten Seite befanden sich vorne ein Kuhstall (niedriger Kuhnacken), dahinter ein Pferdestall und im letzten Raum vermutlich ein Fohlenstall. Die Räume des Obergeschosses dienten hier als geschlossene Lager- und Futterhillen. Die Stube auf der linken Seite wurde mit einem Ofen von der anschließenden Küche aus beheizt. Die Küche war ursprünglich zur Deele hin offen, sodass der Rauch von der gemauerten Feuerstelle durch die Deele in den Dachraum abziehen konnte. Die Räucherstangen (Wiem) in der Deele und die Verrußungen an der Decke weisen auf diesen Zustand hin. Um 1800 dürfte die Küche durch die Trennwand unter dem kräftigen Unterzug von der Deele abgeteilt worden sein. Von der Küche aus führen Stufen in einen gewölbten Keller, über dem eine niedrige Kammer liegt. Im Obergeschoss befinden sich auf der linken Seite die Schlafkammern und die Räucherbühne. Die Küche hat das ursprüngliche Fußbodenniveau bewahrt, alle übrigen Räume wurden wegen Überschwemmungen im 19. Jh. um etwa 40 cm angehoben. Der Lehmfußboden der Deele gehört somit erst dem 19. Jh. an, ursprünglich war der hintere Teil der Deele mit einem aufwendigen Kleinpflaster ausgelegt. Das Pflaster wie auch Teile von Vorgängerbauten wohl des 13. Jh. konnten im Rahmen einer archäologischen Untersuchung nach dem Abbau des Hauses 1980 aufgedeckt werden. Das Haus im Museum zeigt den Zustand der Jahre um 1860.
Das Haus wurde 1980 abgebaut und von 1982 bis 1983 im Museum wieder aufgebaut.
Allgemeines:
Peter Moven und Catharina Trutten sind die Erbauer dieses Hauses, das 1761 durch Heirat in den Besitz der Familie Hesse überging und dort bis zum Jahre 1928 blieb. Die Familie Hesse bewohnte das Haus bis 1877. In diesem Jahre wurde das neue Wohnhaus bezugsfertig, der Altbau ist seitdem nur noch als Nebengebäude genutzt worden; erst 1920 wurden die Wohnräume wieder hergestellt und an einen Lokführer vermietet.
Im Jahre 1834 gehörte zum Haus eine Grundfläche von 89 Morgen (knapp 23 ha). Diese Fläche verteilte sich auf mehr als 50 Parzellen, zumeist Ackerland, zu einem kleineren Teil Wiesen und Weide. Hesse zahlte zu diesem Zeitpunkt mehr Steuern als 95 % der Einwohner Bruchhausens. Um 1838 ging der Besitz auf 51 Morgen (knapp 13 ha) zurück. Dennoch war Hesse 1867 der viertgrößte Steuerzahler des Ortes.

#### Haupthaus (Hof Wilhelm Zeddies)
Das Haupthaus des Hofes Zeddies aus Grohnde (erbaut 1731) vertritt den für das frühe 18. Jahrhundert sehr modernen Bautyp des Querdeelenhauses: Das große Deelentor befindet sich nicht mehr im Giebel, sondern seitlich in der Traufwand; die Deele nimmt als Querdeele nur noch den hinteren Teil des Hauses ein. Gleichzeitig ist das Gebäude ein früher Vertreter des Mittelflurhauses im Dorf: Die Wohnräume sind zu beiden Seiten des Hausflures angeordnet. Besonders charakteristisch ist auch die Schaufassade mit Fußbandfriesen und Backsteingefachen in Ziersetzungen. Freitreppe, Haustür und die reiche Erdgeschossdurchfensterung betonen das zur Straße hin orientierte Wohnen. Bemerkenswert an diesem Bau ist zudem, dass von vornherein neben der Eiche auch die Kiefer als Bauholz Verwendung fand. Zur Straße hin steht der Baukörper auf einem hohen Bruchsteinsockel. Das Fachwerk der Giebelseite ist in beiden Geschossen in sich selbständig abgezimmert, es handelt sich jedoch um einen Ständerbau, dessen tragende Hölzer an den Traufenseiten und im Innern über beide Geschosse hinweggehen.
Die Inschrift an der Schwelle des Obergeschosses lautet: Johann Wilhelm Zeddies Friederica Eleonora Rensehehausen ANNO 1731. So, wie am Rückgiebel der Pfannenbehang den Zustand des 19. Jahrhunderts wiedergibt, zeigt auch das Innere des Hauses den Zustand dieser Zeit. Über die giebelseitige Freitreppe gelangt man durch die alte Haustür in den Flur, der sich ursprünglich über beide Geschosse erstreckte und daher den Eindruck einer schmalen, hohen Deele gemacht haben muss. Im 19. Jahrhundert wurde er in zwei Geschosse unterteilt. Die Raumnutzung dieser Zeit ist durch mündliche Berichte überliefert: Die vier Räume auf der linken Seite im Erdgeschoss waren Wohnzimmer, Küche mit offenem Rauchfang, Speisekammer und Gesindestube, die vier Räume auf der rechten Seite „gute Stube“, Wohnzimmer und zwei Schlafzimmer (der letzte Raum war ursprünglich Kuhstall). Im oberen Geschoss befanden sich Vorratsräume, Schlafkammern und ein weiteres Wohnzimmer. Am hinteren Ende des Flures führen Türen in die Querdeele mit dem rechtsseitig anschließenden Kuh- und Pferdestall. Zum Bau von 1731 gehört auch der tonnengewölbte Bruchsteinkeller unter der „guten Stube“.
Der Hof wurde 1970 in Grohnde abgebaut und 1979 bis 1981 im Museum wieder aufgebaut.
Allgemeines:
Johann Wilhelm Zeddies hatte etwa 1725 den Hof Nr. 2 in Grohnde übernommen und begann kurz darauf, das neue Haupthaus zu errichten, dessen Erbauung sich bis 1731 hinzog. Der Hof wird während des 18. Jh. mehrfach als herrschaftlicher Meierhof erwähnt, nach einer Aufstellung von 1775 hatte er 86 Morgen Ackerland sowie 6 Morgen Wiesen und Weiden (insgesamt 23 ha). Zu dieser Zeit bewohnten den Hof das Ehepaar Zeddies mit fünf Kindern, einem Knecht und einer Magd; der Hof hatte sechs Pferde, fünf Milchkühe, sieben Schafe und 14 Schweine. Die Anzahl der Tiere blieb im 19. Jh. weitgehend gleich; die Zahl der Bewohner schwankte zwischen sieben und zehn Personen, darunter zumeist zwei Knechte und zwei Mägde.

#### Haupthaus Valepagenhof
Der Valepagenhof gilt als bedeutendster Bauernhof im Delbrücker Land und ist wegen seiner reichgeschnitzten Renaissance-Fassade berühmt.
Das sich heute im Freilichtmuseum befindende Vierständerhaupthaus des Valepagenhofes wurde 1577 errichtet, wie die Inschrift am Deelentor besagt: Dis Haus steit in Gots hant. Joist Valpage ist er gnant Der hats lassen bawen Und auf Got gesetz sein vertrawe Anno Domini 1577. Im Museum gibt es heute innen und außen den Zustand der Zeit um 1900, also der Pachthofzeit, wieder. Die Giebelfront von 1577 hat sich nahezu unverändert erhalten. Wegen der Schnitzereien im Stil der Weserrenaissance gilt die Schaufassade als einer der schönsten Bauernhofgiebel Niederdeutschlands. Die Brüstungsgefache der Giebelgeschosse sind mit Bohlen verschlossen, um zusätzlich Platz für Schnitzereien zu gewinnen. Friese von Fächerrosetten überziehen Ständer und Füllbohlen. In den verbleibenden Zwickeln befinden sich ornamentale Schnitzereien, etwa Drachen sowie die Darstellung des „Auferstehenden Christus“. Eine der Brüstungstafeln durchbricht die Gleichförmigkeit der Rosetten, hier ist zu sehen, wie eine Meute Hunde hinter einem Hasen herjagt. Auch die Schwellen sind mit Fabelwesen, Ornamenten und biblischen Szenen (z. B. Hirsch am Brunnen als Symbol für die Taufe) sowie mit einem männlichen und einem weiblichen Brustbild (wohl die Bauherren) versehen. Die Buchstabenfolge darunter AISD.HB.D.B.ASG.HMS. ist noch ungedeutet. Die Torinschrift wird von zwei Wappen flankiert, die auf die adlige Herkunft der Familie Valepage (links) bzw. Varendorff hinweisen. Ein Blick auf die rechte Seitenfront des Hauses macht deutlich, dass es zweimal grundlegend umgebaut wurde: Zu Beginn des 19. Jahrhunderts wurde die hintere Hälfte der rechten Stallseite erneuert, um 1880 ist das gesamte Kammerfach und das Flett abgebrochen und durch einen zweigeschossigen Wohnteil aus dünnen Hölzern und Ziegelgefachen ersetzt worden. Der dreischiffige Stallteil hatte ursprünglich keine trennenden Wände zwischen der Deele und den Seitenschiffen. Erst im 19. Jahrhundert wurde das Ständerwerk der Pferdeställe auf der linken Seite verschlossen und aus dem Seitenschiff eine Mägdekammer im Erdgeschoss sowie eine Knechtekammer darüber ausgesondert. Von den Kuhställen im rechten Seitenschiff wurden am Ende der Deele nachträglich eine Milchkammer sowie ein Wohnraum abgetrennt. Durch das linke Seitenschiff reicht im Boden die Welle des Göpels auf die Deele.
Eine zweigeteilte Tür führt in den zweigeschossigen Wohnteil des späten 19. Jahrhunderts. Ein Querflur – Erinnerung an ein Flett – erschließt in beiden Geschossen die einzelnen Räume. Der Flur im Erdgeschoss ist mit Mettlacher Fußbodenfliesen ausgelegt, die zwischen 1880 und 1885 produziert wurden; die Wände zeigen farbige Schablonenmalereien im Stile des späten 19. Jahrhunderts. Bei den drei Räumen im Erdgeschoss handelt es sich rechts um die alltägliche Stube mit einem Warsteiner Ofen, in der Mitte um die Küche mit Kochmaschine und eingemauertem Viehkessel und links um die gute Stube („kalte Pracht“) mit Möbeln des Historismus. Im Obergeschoss befinden sich eine Kinderschlafkammer (rechts), eine Räucherkammer (zugleich Vorratsraum) und die Elternschlafkammer.
Allgemeines:
Das Haupthaus vom Valepagenhof veranschaulicht, zusammen mit dem Speicher aus Winkhausen und der Scheune aus Westendorf, einen großen Bauernhof, der mit etwa 40 ha (160 Morgen) über eine erhebliche Wirtschaftskraft verfügte. Der große Bauernhof befindet sich an hervorragender Stelle am Kirchplatz, gegenüber dem Haupteingang zum Kirchhof.
Auf dem Platz zwischen der Baugruppe ist ein gusseiserner Göpel des späten 19. Jh. montiert, Antrieb für Futterschneider oder Dreschmaschine auf der Deele des Haupthauses. Gedreht wurde der Göpel von Pferden, für die eigens ein kreisförmiger Pflastergang um den Göpel führt. Der Garten auf einer hoch gelegenen Terrasse ist über eine Treppenanlage zu erreichen, auf deren Torpfeilern Blumenornamente und das Baujahr Anno 1760 auffallen. An den Garten schließt sich eine kleine Obstweide mit dem Dörrofen an.

#### Kapelle (Hof Meiwes)
Vermutlich im Jahr 1775 wurde am Rand eines Waldstückes des Hofes Meiwes in Westenholz bei Delbrück diese kleine Fachwerkkapelle errichtet. 1789 bat der Hofbesitzer um die kirchliche Erlaubnis, dass eine Dankprozession von Westenholz zu der Kapelle auf seinem Hof stattfinden dürfe. Diese Peter-und-Paul-Prozession hat jährlich bis in die sechziger Jahre des vergangenen Jahrhunderts am 29. Juni oder dem Sonntag darauf stattgefunden.
Die Vorhalle vor dem kleinen Andachtsraum stützen vier achtkantige Holzsäulen. Die Außenkanzel wurde für die Predigten am Ziel der Prozessionen benötigt. Die Seitenwände der Kapelle sind durch eine Reihe parallel angeordneter, schräggestellter Bänder von mehr dekorativer als statischer Bedeutung gegliedert, die in dieser Form im späten 18. Jh. vor allem im mitteldeutschen Raum (Osthessen/Thüringen) vorkommen.
Der Kapelle wurde 1979 in Westenholz abgebaut und 1980 bis 1981 im Freilichtmuseum wieder aufgebaut.

#### Kirchhofspeicher
Der in der ersten Hälfte des 16. Jahrhunderts erbaute Kirchhofspeicher aus Mellrich ist ein zweigeschossiger Ständerbau über hohem Kellergeschoss. Spätmittelalterlicher Bauweise gehören besonders die mit Lehm überzogenen Außenwände an, die nur die traufseitigen Ständer frei lassen. Unter dem Lehmüberzug verbirgt sich ein weitmaschiges Holzgerüst mit wenigen Riegeln und den Schwertungen: eine mittelalterliche Versteifungsform der Wandgerüste mit langen angeblatteten Streben. Diesen Streben und Riegeln sind wandhohe Eichenspaltstangen aufgenagelt als Träger für den Lehmüberzug. Das Dach kragt auf allen vier Seiten auf Knaggen weit vor. Es wurde Ende des 18. Jahrhunderts Opfer eines Brandes und musste gemeinsam mit dem Rückgiebel um 1790 wieder hergestellt werden. Die Rückgiebelwand wurde dabei zeitgemäß mit Fußstreben abgezimmert und mit Backsteinen ausgemauert. Auf einen Lehmüberzug hat man verzichtet. Zu dieser Zeit entstand wohl auch die Luke im Vordergiebel.
Der Kirchhofspeicher wurde 1969 in Mellrich abgebaut und 1981 bis 1982 im Freilichtmuseum wieder aufgebaut.
Allgemeines:
Verschiedentlich wurden im späten Mittelalter Speicherbauten auf den Rand des befestigten Kirchhofs gestellt, um den wertvollsten Besitz besser schützen zu können. Mancherorts bildeten zahlreiche solcher Speicher einen festen Speicherring um die Kirche. In jüngster Zeit haben derartige Bauten oder ihre Nachfolger häufig als Lager oder Schuppen gedient oder wurden zur Werkstatt oder Wohnung ausgebaut.

#### Scheune (Hof Zeddies/Kroll)
Die zweischiffige Scheune mit seitlicher Längsdurchfahrt aus Kirchohsen wurde 1624 oder kurz darauf errichtet. Damals bestand sie aus fünf sehr weiten Fachen. Die gegenläufig am Hauptgiebel angeordnete Kombination aus Fußstreben und Kopfbändern wurde zu dieser Zeit im Weserraum vielfach verwendet. Im 18. Jh. hat man die Scheune um drei kürzere Fache verlängert. Vermutlich fügte man schon im 18. Jh. die schmalen, senkrechten Stiele in die weiten Gefache ein, um die Wände anstelle von Lehmflechtwerk mit Steinen ausmauern zu können und den Steinen einen besseren Halt zu geben. Im Verlauf des 19. Jh. wurde das Fachwerkgiebeldreieck durch eine Verbretterung verdeckt einschließlich der Schwelle, auf der bei der Restaurierung stark verwitterte Inschriftreste ...Anno 16... gefunden werden konnten. Die Scheune des 17. Jh. enthielt neben der Durchfahrt auch Ställe. Diese wurden später zugunsten einer erdlastigen Stapelung des Getreides (im Gegensatz zu der sonst üblichen Lagerung auf dem Dachboden) aufgegeben.
Die Scheune wurde 1972 abgebaut und 1979 - 80 im Museum wieder aufgebaut.

#### Schönhof
Der Schönhof aus Wiedenbrück, ein langgestreckter Bau unter Krüppelwalmdach, steht mit der Längsseite (Traufe) zur Straße. Wohl aus dem 17. Jh. stammend, wurde das Gebäude um 1700 oder kurz darauf zu einem herrschaftlichen Wohnhaus ausgebaut. Die Fassade zeigt eine strenge Achsengliederung, bei der ein fensterloses Fach mit einem durchfensterten Fach abwechselt; die mittlere der neun Fensterachsen enthält die Haustür mit bemerkenswertem spätbarockem Oberlicht. Am Vordergiebel führt ein großes Tor auf die Deele, in diesem Bereich unterscheidet sich das Haus kaum von den üblichen westfälischen Bauernhäusern.
Man betritt den Schönhof durch das Portal an der Traufe und gelangt in einen kleinen Vorraum, der mit einer marmorierenden Sockelbemalung ausgestattet ist. Die Tür zur Rechten führt in eine Flucht von drei heizbaren Räumen. Geradeaus gelangt man über eine barocke Treppe in das Obergeschoss, durch die Tür links betritt man vom Vorraum aus die Küche. Der Bauherr hat diese eigentümliche Innengliederung in Kauf genommen, um die Haustür repräsentativ in der Mittelachse der Fassade unterbringen zu können.
Die zwei Geschoss hohe Küche ist durch eine Fachwerkwand von der Deele abgeteilt. Sie war der Hauswirtschaftsraum, also ein Vielzweckraum, wie dies bei gleich alten Bauernhäusern der Fall war. Da der ursprüngliche Kamin des Schönhofes bei einem Umbau verlorengegangen ist, wurden im Museum Kamingewände (mit der Jahreszahl 1705) aus dem Hof Meier Osthoff in Harsewinkel eingebaut. - Als Haupterschließungsraum hat die Küche zugleich eine gewisse repräsentative Bedeutung; sie ist mit einer Reihe von Ahnenbildern und Gemälden aus dem Altbestand des Schönhofes ausgestattet, darunter auch der Darstellung des Jakobstraumes (Himmelsleiter) am Rauchfang.
Links vom Kamin gelangt man in den Salon. Rechts reicht ein schmaler Gang von der Küche bis zur Rücktraufe, letzte Erinnerung an die Waschlucht eines Hallenhaus-Fletts, dort befindet sich auch der Kellereingang. Dem Gang benachbart sind Speisezimmer und Geschirrkammer.
Eine kurze Treppe rechts des Kamins führt auf den Schönhof-Saal, den Festsaal des Hauses mit seiner bedeutenden Wand- und Deckenmalerei. Das Deckenbild gehört noch dem Rokoko an. Dargestellt ist in perspektivischer Malerei der Blick durch einen durchfensterten Zentralraum in den Wolkenhimmel, in dem die Göttin Athena schwebt. - Die bemalte Kehle als Verbindung zwischen Wand und Decke sowie die Wandmalerei selbst sind stilistisch etwas jünger, laut der Künstlersignatur Rosenckrant Fec 1796 entstand sie nach dem Verkauf der bedeutenden Bildersammlung: Die Wände sind durch gemalte marmorierte Pilaster mit ionischen Kapitellen und Fruchtgirlanden und ein umlaufendes illusionistisches Gebälk mit den Allegorien der Vier Künste gegliedert. In den Wandfeldern befinden sich Dekorationen im pompejanischen Stil.
Fast die gesamte Ausstattung gehört zum ursprünglichen Bestand des Saales, so auch die Möbel des späten 18. Jh. aus der Werkstatt des Philipp Ferdinand Ludwig Bartscher aus Rietberg.
Die beiden kleinen Kammern über dem Speisezimmer sind als Dienstbotenräume, die Kammern über der Wohnflucht als Schlafraum des Dechanten eingerichtet. Die blauen Tapeten in den vorderen beiden Schlafräumen wurden nach Resten gedruckt, die beim Abbau gefunden werden konnten.
Der Schönhof wurde 1968 in Wiedenbrück abgebaut und 1973 - 75 im Museum wieder aufgebaut.

#### Schuppen (gehört zum Schönhof)
Der Schuppen zum Schönhof wurde 1835 als Spritzenhaus der Gemeinde Kohlstädt nach einem Plan errichtet, der auch bei einer Reihe weiterer Spritzenhausneubauten dieser Jahre zugrunde lag. Es handelt sich um einen eingeschossigen Fachwerkbau mit giebelseitiger Toreinfahrt, der heute die aus konservatorischen Gründen notwendigen heiztechnischen Anlagen für den Schönhof enthält.
Der Schuppen wurde 1978 in Kohlstädt abgebaut und 1979 im Museum wieder aufgebaut.

#### Speicher (Hof Wilper)
Im Paderborner Land haben sich noch einige wenige Speicher des 16. Jahrhunderts mit Rosettenschnitzereien erhalten. Am 1561 erbauten Speicher des Hofes Wilper aber wurden ungewöhnlicherweise nicht rechteckige Brüstungsplatten, sondern der Form der Fächerrosette angepasste Platten zwischen die Ständer eingelassen. Einzigartig für den westfälischen Raum ist vor allem das kleine Gespärre der oberen Giebelvorkragung, das über die Kragschwelle vorschießt und freihängend in Kugeln endet.
Wie der Fluchtspeicher des Gräftenhofes besitzt auch der Speicher Wilper eine Außentreppe in das Obergeschoss, ein Zeichen sehr alter Bautradition. Hier ist die Treppe durch ein Schleppdach vor Regen geschützt. Die Tür des Obergeschosses entstammt noch der Bauzeit. Im Innern des Bauwerks gibt es keine unterteilenden Wände, im unteren Geschoss stützt lediglich eine achteckige Mittelsäule das Gerüst.
Der Speicher wurde 1973 in Salzkotten abgebaut und 1975 im Museum wieder aufgebaut.

#### Spritzenhaus
Einfachste Gestaltung bestimmt das Äußere dieses Fachwerkhauses, das als reiner Nutzbau zur Unterbringung des Löschgerätes im Jahr 1839 errichtet wurde. Es ist eingeschossig, einräumig und hat ein giebelseitiges Ausfahrtstor. Streben an allen Hausecken steifen das Fachwerk aus. Eine Besonderheit stellt nur das Dach dar. Während die meisten Spritzenhäuser mit Ziegeln gedeckt sind, findet sich hier eine Deckung aus Sollingplatten. Das Spritzenhaus enthält Schläuche, Eimer, Reißhaken, Leitern sowie zwei Spritzenwagen.
Der Spritzenhaus wurde 1974 in Lügde-Hummersen abgebaut und 1979 im Museum wieder aufgebaut.
Allgemeines:
Bis in das 18. Jh. waren Brände auf dem Land schicksalhafte Ereignisse, denen man mit dem dürftigen Löschgerät (Ledereimer, einfache Spritzen) kaum begegnen konnte, zumal es keine organisierte ländliche Feuerwehr gab. 1756 heißt es in einer Urkunde: "Demnach es bis hero auf dem platten Lande...an einer Feuerordnung ermangelt hat...die mehresten Feuersbrünste auf sothanem platten Lande, nicht nur von großer Verwahrlosung des Feuers und Unachtsamkeit derer Hausleute entstehen, sondern auch wegen ermangelnder Löschinstrumente und anderen nöthigen Anstalten schwerlich zu löschen sind, und daher die Gebäude, worinnen das Feuer ausgekommen, gemiehnlich völlig in Rauch aufgehen."
Doch erst nach einem Gesetz von 1801 (in Lippe) sollte möglichst jeder Ort eine Feuerspritze erhalten, die in einem eigenen Gebäude unterzubringen war. So entstanden ab etwa 1830 in größerer Anzahl Spritzenhäuser wie dasjenige in Hummersen, das dort kurz nach einer Feuersbrunst (1838) errichtet wurde. Nach demselben Bauplan entstanden z. B. auch die Spritzenhäuser in Evenhausen, Kachtenhausen, Lipperode und Kohlstädt.

#### Stallscheune (Hof Gößmann/Severing)
Die Anfang des 18. Jahrhunderts erbaute, 26,23 Meter lange Scheune aus Warstein besteht aus drei Bauteilen: dem zweischiffigen Schafstall vorne, der durch ein Tor im Vordergiebel erschlossen wird, einer anschließenden Querdeele mit niedrigem Einfahrtstor vom Hofplatz her und einem hinteren Pferdestall, der außen durch die offene Laube zum Abschirren der Pferde erkennbar ist. Das Fachwerk des schlichten Ständerbaues hat drei umlaufende Riegelfolgen, einfache Fußstreben und auf Stichbalken vorkragende, verbretterte Giebeldreiecke. Im Bereich des Schafstalles sind in die unteren Gefache Holzplanken eingelassen. An den Traufwänden wurden diese Holzplanken mit anderen abgängigen Bauteilen im 19. Jahrhundert durch eine Bruchsteinmauer ersetzt. Auf dem Torholm der Querdeele hat sich der Rest einer Inschrift erhalten. Der rückwärtige Teil des Gebäudes ist zweigeschossig. Er enthielt unten die Pferdeställe, hier gab es sogar einen Brunnen. Die offene Laube an der Hoftraufe im Bereich des Pferdestalles ist eine für Westfalen ungewöhnliche Bauform. Über den Pferdeställen könnten sich die Schlafkammern für die Knechte und Schüttböden für Futter befunden haben. Der mächtige, alle Bauteile überziehende Dachraum war Stroh- und Heulager.
Die Stallscheune wurde 1967 in Warstein abgebaut und 1977 bis 1979 im Museum wieder aufgebaut.

### Sauerländer Dorf
| Gebäude                    | Ursprünglicher Standort                                   | Erbaut         | Abgebaut | Neuaufbau | Zustand | Foto | Bemerkung/en |
| -------------------------- | --------------------------------------------------------- | -------------- | -------- | --------- | ------- | ---- | --- |
| Haupthaus                  | Hof Sommer Kirchhundem-Flape Kreis Olpe                   | 1623 1722 1764 | 1969     | 1993/96   | um 1900 |      | Auf der Deele des Hauses wird die „Info-Schau Sauerland“ präsentiert, im Haus wird das „Bistro Sauerland“ betrieben. |
| Speicher                   | Hof Sommer Kirchhundem-Flape Kreis Olpe                   | 1686           | 1969     | 1993/96   | um 1900 |      | Der 1686 erbaute Speicher ist das älteste Gebäude im Sauerländer Dorf.                                               |
| Handwerkerhaus             | Pippels Häuschen Medebach Hochsauerlandkreis              | 1768 2. August | 1972/73  | 1993/96   | um 1920 |      | Bauherr: Johannes Gottlieb Kleinpaul und seine Frau Anna Elisabeth Bahtt                                             |
| Trafoturmstation           | Marsberg-Niedermarsberg Hochsauerlandkreis                | 1923/24        | 1997     | 1997      | um 1924 |      | Die Turmstation wurde als ganzes Stück an den heutigen Standort versetzt.                                            |
| Großer Bauernhof Haupthaus | Hof Kayser-Henke Finnentrop-Ostentrop Kreis Olpe          | 1770           | 1972     | 1986/88   | um 1920 |      | |
| Großer Bauernhof Stall     | Hof Paulmann Lennestadt-Milchenbach Kreis Olpe            | 1724           | 1968     | 1988/90   | um 1920 |      | |
| Großer Bauernhof Speicher  | Hof Valpertz Olpe-Ronnewinkel Kreis Olpe                  | 17. Jh.        | 1968     | 1988/90   | um 1920 |      | |
| Backhaus                   | Hof Hense Niederberge Kreis Olpe                          | 1736           | 1971     | 2000/01   | um 1920 |      | |
| Remise                     | Hof Schulte Schmallenberg-Oberberndorf Hochsauerlandkreis | 1886           | 1992     | 1997/98   | um 1920 |      | |

### Lippischer Meierhof
Die gesamte lippische Hofanlage ist durch Schenkung der Gebäude zusammengekommen.
| Gebäude                     | Ursprünglicher Standort                                         | Erbaut    | Abgebaut | Neuaufbau | Zustand                       | Foto | Bemerkung/en |
| --------------------------- | --------------------------------------------------------------- | --------- | -------- | --------- | ----------------------------- | ---- | --- |
| Haupthaus                   | Hof Meier Barthold/Führing Lemgo- Leese-Wittighöfen Kreis Lippe | 1570 1707 | 1968     | 1971/73   | um 1707 Stube: um 1800        |      | Das als Zweiständerbau errichtete 43 Meter lange Haupthaus wurde dem Museum vom letzten Eigentümer, Herrn W. Führing, gestiftet. |
| Speicher                    | Hof Runksmeier/Krüger Kalletal-Brosen Kreis Lippe               | um 1580   | 1971     | 1972/73   | um 1580                       |      | Abmessungen des Speichers: 5 m × 6 m × 8,75 m (B×L×H) |
| Scheune                     | Hof Meier zu Bexten Bad Salzuflen-Wülfer-Bexten Kreis Lippe     | 1599      | 1971     | 1972/73   | um 1600                       |      | Zweischiffige Durchfahrtsscheune mit rückseitigem Tor und Winter-Unterkunft für einen Schäfer. Abmessungen der Scheune: 12,20 m × 16,15 m × 12,20 m (B×L×H) |
| Leibzucht (Altenteilerhaus) | Hof Böltke Detmold-Oettern-Bremke Kreis Lippe                   | 1619      | 1969     | 1972/73   | außen: um 1620 innen: um 1800 |      | Die Leibzucht besaß im Grundriss eine große Deele, einen Stall, eine Waschecke, eine Herd- und Essnische, zwei Kammern und eine Stube mit Ofen. Abmessungen der Leibzucht: 10,80 m × 10,25 m × 10,80 m (B×L×H) Die Inschrift des Torbogens lautet: JOHAN BÖLKE INDERBREK V(nd) AN(nna) GIBEN HA VE THO FROME SEN. Auf dem Torholm ist der Name des Zimmermeisters sowie die Datierung zu lesen: MESTER HENRICK THOBEN TERVP ANNO 1619. |
| Backhaus                    | Hof Brede-Meier Heinrich Detmold-Dehlentrup Kreis Lippe         | 1790      | 1966     | 1971/72   | 1790                          |      | Abmessungen des Backhauses: 4,4 m × 4,7 m × 5,6 m (B×L×H) Die Inschrift des Türsturzes lautet: ICH WIL DEN HERRN LOBEN SO LANGE ICH LEBE UND MEINEM GOTT LOBSINGEN WEIL ICH HIE BIN. PS 146 JOHAN FRIEDRICH WOLF UND ANNA CATTHRINA ELISAB. OTTEN HABEN D(ieses) H(aus) L(assen) B(auen). Auf den Türständern ist der Name des Zimmermeisters sowie die Datierung zu lesen: M(eister) BORRIES, D(en) 30. APR(il) 1790                  |
| Stallspeicher               | Hof Obermeier Blomberg-Brüntrup Kreis Lippe                     | 1790      | 1969     | 1971/72   | 1790                          |      | Abmessungen des Stallspeichers: 6,2 m × 7,4 m × 8,3 m (B×L×H) Die Inschriften auf den Türstürzen lauten: WOHL DEM DER SICH DES DURFTIGEN ANNIMT DEN WIRD DER HERR ERRETTEN ZUR BOSEN ZEIT PS 41 sowie JOHANN HENRICH BOHMER AUS DER VOGELHORST UND SOPHIA ELEONORA MEIERS VON ISTRUP. Auf den Türständern ist der Name des Zimmermeisters sowie die Datierung zu lesen: DER BAUMEISTER H. C. MEIER D(en) 29 TEN JULIUS ANNO 1790.      |
| Bienenhaus                  | Hof Klashörster Verl Kreis Gütersloh                            | um 1800   | 1985     | 1985      | um 1800                       |      | Das Bienenhaus wurde als ganzes Stück an den neuen Standort versetzt (Ganzteiltranslozierung). |

### Mindener Hof
| Gebäude      | Ursprünglicher Standort                                              | Erbaut    | Abgebaut | Neuaufbau | Zustand | Foto | Bemerkung/en |
| ------------ | -------------------------------------------------------------------- | --------- | -------- | --------- | ------- | ---- | --- |
| Haupthaus    | Hof Bussing/Brandt Raddestorf-Kleinenheerse Landkreis Nienburg/Weser | 1673 1780 | 1966     | 1968/69   | um 1800 |      | Das aus der Grafschaft Hoya stammende Zweiständer-Hallenhaus hat ein halbrund vorspringendes Walmdach und eine mit gekreuzten Pferdeköpfen verzierte Giebelspitze. |
| Speicher     | Hof Bödeker Rahden Kreis Minden-Lübbecke                             | 1712      | 1967     | 1968/69   | um 1712 |      | |
| Schweinehaus | Hof Aumann Petershagen-Buchholz Kreis Minden-Lübbecke                | um 1585   | 1968     | 1969      | um 1585 |      | Ältestes Gebäude des „Mindener Hofes“. |
| Holzschuppen | Hof Kolkhorst Rahden-Wehe Kreis Minden-Lübbecke                      | um 1625   | 1967     | 1969      | um 1625 |      | |
| Backhaus     | Hof Brammeyer Espelkamp-Frotheim Kreis Minden-Lübbecke               | 1614      | 1968     | 1969      | 1614    |      | |
| Scheune      | Hof Rieke Warmsen-Bohnhorst Landkreis Nienburg/Weser                 | 1671      | 1969     | 1969      | um 1671 |      | |
| Brandscheune | Hof Frölking Diepenau-Nordel Landkreis Nienburg/Weser                | um 1700   | 1964     | 1970      | um 1700 |      | Eine Brandscheune stand meist abseits des Hofes, um im Falle eines existenzbedrohenden Feuers das Saatgut zu schützen.                                             |
| Abort        |                                                                      |           |          | 1975      | 17. Jh. |      | Rekonstruktion nach einem „Häuschen“ des 17. Jahrhunderts |

### Münsterländer Gräftenhof
| Gebäude            | Ursprünglicher Standort                                       | Erbaut  | Abgebaut | Neuaufbau | Zustand | Foto | Bemerkung/en |
| ------------------ | ------------------------------------------------------------- | ------- | -------- | --------- | ------- | ---- | --- |
| Haupthaus          | Hof Schulte-Bisping Albersloh-Alst Kreis Warendorf            | 1787    | 1967     | 1967/69   | um 1800 |      | Das 42 × 15 Meter große Haupthaus – es ist das größte niederdeutsche Hallenhaus des Museums – besitzt Ställe für Kühe und Pferde, eine große, mit Wagen befahrbare Diele, sowie einen Wohnbereich mit einer Flett, einem Saal, einem Salon, einer Stube und vier Kammern.                                                               |
| Torhaus            | Gräftenhof Haus Uhlenkotten Münster-Nienberge Stadt Münster   | 1767    | 1967     | 1968      | um 1767 |      | Die sechs Schießscharten dienten der Verteidigung. |
| Holzschuppen       | Hof Meier Osthoff Harsewinkel-Beller Kreis Gütersloh          | um 1860 | 1970     | 1970/71   | um 1860 |      | |
| Neuer Speicher     | Hof Meier Osthoff Harsewinkel-Beller Kreis Gütersloh          | 1711    | 1969     | 1969/70   | um 1820 |      | |
| Backhaus           | Hof Meier Osthoff Harsewinkel-Beller Kreis Gütersloh          | 1695    | 1968     | 1969/70   | um 1800 |      | |
| Alter Speicher     | Hof Schulte Brüning Everswinkel-Wieningen Kreis Warendorf     | 1565    | 1968     | 1969      | um 1565 |      | Ältestes Gebäude der Hofanlage. |
| Bleichhütte        | Hof Diepenbrock Everswinkel-Schuter Kreis Warendorf           | um 1860 | 1971     | 1972      | um 1860 |      | Die Bleichhütte diente der Aufbewahrung der Gerätschaften für die Bleiche des Leinens. |
| Durchfahrtsscheune | Hof Füstmann Senden-Schölling Kreis Coesfeld                  | 1796    | 1964     | 1969/70   | um 1796 |      | |
| Schweinehaus       | Haus Martinistraße 11 Greven Kreis Steinfurt                  | um 1800 | 1960     | 1969/70   |         |      | |
| Abort              |                                                               |         |          | 1978      | 19. Jh. |      | Rekonstruktion nach einem „Häuschen“ des 19. Jahrhunderts |
| Schafstall         | Hof Berlage Wettringen Kreis Steinfurt                        | um 1700 | 1971     | 1981      | um 1700 |      | |
| Armenhaus          | Albersloher Straße 12 Drensteinfurt-Rinkerode Kreis Warendorf | 1824    | 1966     | 2000/02   | um 1824 |      | Das Armenhaus bot drei, später vier Frauen eine kostenfreie Unterkunft. |
| Hofgarten          |                                                               |         |          |           | um 1800 |      | Der Garten, heute auf einer eigenen Gräfteinsel, diente früher neben der Versorgung der Familie des Schulten, dem Gesinde und der Hilfskräfte mit Obst, Gemüse, Gewürz- und Arzneipflanzen sowie einer Rasenfläche zum Bleichen der Wäsche auch der Repräsentation (Sonnenuhr, Laube (dat Lufthüsken), usw.) gegenüber der Bevölkerung. |

### Osnabrücker Hof
| Gebäude          | Ursprünglicher Standort                                            | Erbaut    | Abgebaut | Neuaufbau | Zustand | Foto | Bemerkung/en |
| ---------------- | ------------------------------------------------------------------ | --------- | -------- | --------- | ------- | ---- | --- |
| Haupthaus        | Hof Große-Endebrock Bramsche-Kalkriese Landkreis Osnabrück         | 1609 1790 | 1962     | 1967/68   | um 1800 |      | |
| Schafstall       | Hof Große-Endebrock Bramsche-Kalkriese Landkreis Osnabrück         | 1792      | 1966     | 1967      | um 1800 |      | |
| Scheune          | Hof Osthaar Bissendorf-Holte-Sünsbeck Landkreis Osnabrück          | 1763      | 1967     | 1967      | um 1800 |      | |
| Schweineschuppen | Hof Strietmann Bramsche-Holte-Schleptrup Landkreis Osnabrück       | 1827      | 1966     | 1967      | um 1827 |      | Die Geschichte des Bentheimer Landschweins beginnt Mitte des 19. Jahrhunderts, als in Deutschland die Bäuerinnen für die Schweinehaltung auf den Höfen verantwortlich waren. Die Rasse war eine fruchtbare, genügsame, stressresistente und anspruchslose Schweinerasse mit guten Muttereigenschaften. Die Ferkel ließen sich aufgrund der guten Fleischqualität – und nicht zuletzt auch wegen ihrer Scheckung – auf den Märkten gut absetzen. |
| Backspeicher     | Hof Koke Ostercappeln-Schwagstorf Landkreis Osnabrück              | 1710      | 1966     | 1967/68   | um 1810 |      | |
| Bienenhaus       | Hof Reckfort Warmsen-Hauskämpen Landkreis Nienburg/Weser           | um 1860   | 1968     | 1969      | um 1860 |      | |
| Bleichhütte      | Hof Scheepers-Beestermöller Gersten Landkreis Emsland              | um 1840   | 1967     | 1967      | um 1840 |      | |
| Abort            |                                                                    |           |          | 1968      | 19. Jh. |      | Rekonstruktion nach einem „Häuschen“ des 19. Jahrhunderts |
| Töpferei         | Hof Rhotert Töpferei Hehemann Hagen-Gellenbeck Landkreis Osnabrück | 1828      | 1976     | 1982/84   | um 1930 |      | |

### Westhellweg-Hof
| Gebäude      | Ursprünglicher Standort                        | Erbaut       | Abgebaut | Neuaufbau | Zustand | Foto | Bemerkung/en |
| ------------ | ---------------------------------------------- | ------------ | -------- | --------- | ------- | ---- | --- |
| Haupthaus    | Hof Segering/Hidding Dortmund-Brackel Dortmund | 1793         | 1974     | 1978/79   | um 1860 |      | Das 1793 errichtete Haupthaus besaß für damalige Verhältnisse eine moderne, separate und ofengeheizte Stube mit verputzten Wänden, eine modern-niedrige Küche mit einer Räucherkammer darüber sowie moderne, hölzerne Sprossenfenster mit klaren Glasscheiben. |
| Torscheune   | Hof Neuhoff Dortmund-Eichlinghofen Dortmund    | 1704 um 1860 | 1985     | 1986/87   | um 1860 |      | Das Gebäude wurde ursprünglich als Heulager, Speicher und Pferdestall genutzt. |
| Speicher     | Hof Streil Olfen-Vinnum Kreis Coesfeld         | 1727         | 1965     | 1978      | um 1860 |      | |
| Spritzenhaus | Welver-Einecke Kreis Soest                     | 1846         | 1971     | 1980      | um 1860 |      | Das Spritzenhaus wurde aufgrund der 1841 erlassenen „Feuer-Polizei-Ordnung“ gebaut. Sie verpflichtete die westfälischen Landgemeinden eine Feuerspritze anzuschaffen und zu unterhalten.                                                                       |
| Schule       | Soest-Thöningsen Kreis Soest                   | 1837         | 1970     | 1982      | 1925    |      | Die Schule besaß einen „westfälischen Standard-Grundriss“, der 5,90 × 5,30 Meter große Klassenraum musste für rund 50 Kinder reichen. |
| Bienenhaus   | Hof Neuhoff Dortmund-Eichlinghofen Dortmund    | 1880/81      | 1985     | 1987      | um 1881 |      | |

### Westmünsterländer Hof
| Gebäude      | Ursprünglicher Standort                                   | Erbaut    | Abgebaut | Neuaufbau | Zustand                    | Foto | Bemerkung/en |
| ------------ | --------------------------------------------------------- | --------- | -------- | --------- | -------------------------- | ---- | --- |
| Haupthaus    | Hof Riesing Borken-Rhedebrügge Kreis Borken               | 1790      | 1963     | 1973/76   | außen: 1790 innen: um 1860 |      | |
| Scheune      | Hof Siehoff-Bensing Vreden-Ellewick Kreis Borken          | um 1775   | 1975     | 1976      | um 1775                    |      | |
| Schuppen     | Hof Steining/Böving Schöppingen-Tinge Kreis Borken        | 1743 1850 | 1966     | 1975      | um 1850                    |      | |
| Backhaus     | Hof Lammerding Gescher-Büren Kreis Borken                 | 1774      | 1974     | 1974      | um 1800                    |      | Neben der Back- und Braustube enthält das Backhaus einen Braukeller.                                                                      |
| Lehmspeicher | Hof Scholten Neuenhaus-Grasdorf Kreis Grafschaft Bentheim | 1454      | 1965     | 1974      | um 1454                    |      | Der 9,25 Meter hohe Speicher ist das älteste Gebäude der Hofanlage. Der Lehm schützte die eingelagerten Waren vor Feuer und Feuchtigkeit. |
| Brunnen      | Hof Beumer Rosendahl-Osterwick Kreis Coesfeld             | 1756      | 1974     | 1976      |                            |      | Die hölzerne Brunnensäule ist die Kopie einer Vorlage von 1859.                                                                           |
| Kornspeicher | Hof Meyer Havixbeck-Lasbeck Kreis Coesfeld                | um 1820   | 1966     | 1974/75   | um 1820                    |      | |
| Haferkasten  | Hof Schulze-Weddeling Velen-Holthausen Kreis Borken       | 19. Jh.   | 1975     | 1975      | 19. Jh.                    |      | |
| Flachsofen   | Hof Theßeling Stadtlohn-Hengeler Kreis Borken             | um 1860   | 1974     | 1974      | um 1860                    |      | |
| Rutenberg    | Hof Brummelhuis Hof van Twente-Bentelo Niederlande        | um 1900   | 1976     | 1978      | um 1900                    |      | |

### Mühlen
| Gebäude         | Ursprünglicher Standort                                     | Erbaut    | Abgebaut | Neuaufbau | Zustand       | Foto | Bemerkung/en |
| --------------- | ----------------------------------------------------------- | --------- | -------- | --------- | ------------- | ---- | --- |
| Kappenwindmühle | Mühle Schaaf/Döpke Rahden-Tonnenheide Kreis Minden-Lübbecke | 1789 1842 | 1966     | 1974/78   | Mitte 19. Jh. |      | Bei der als „Galerieholländer“ mit einer Durchfahrt konstruierten Mühle wird nicht die gesamte Mühle, sondern nur die Kappe mit den Flügeln in den Wind gedreht.                              |
| Bockwindmühle   | Mühle Pape Groß Lobke Landkreis Hildesheim                  | 1812      | 1978     | 1979/81   | um 1900       |      | Bockwindmühlen waren die ersten Maschinen, mit denen die Kraft des Windes genutzt werden konnte. In Mitteleuropa sind die ersten Mühlen dieser Art für die Mitte des 12. Jahrhunderts belegt. |
| Wassermühle     | Hof Heinrich Heller Melle-Barkhausen Landkreis Osnabrück    | 1731 1841 | 1971     | 1983/84   | um 1905       |      | Neben dem Mahlgang zum Schroten und Mahlen besitzt die Mühle Heller auch ein Stampfwerk zum Weichklopfen von Hanf und Flachs.                                                                 |

### Kleinobjekte
| Gebäude      | Ursprünglicher Standort                   | Erbaut    | Abgebaut | Neuaufbau | Zustand   | Foto | Bemerkung/en |
| ------------ | ----------------------------------------- | --------- | -------- | --------- | --------- | ---- | --- |
| Glockenstuhl | Rödinghausen-Schwenningdorf Kreis Herford | 1877      | 1966     | 1978      | 1877      |      | Die im Bochumer Verein für Bergbau und Gußstahlfabrikation (B. V. G.) gegossene Brandglocke trägt die Inschrift 1877 angeschafft durch die Interessenten der Gehöfte v.d. Drift |
| Grenzstein   | Kreis Gütersloh                           | nach 1774 | 1977     | 1977      | nach 1774 |      | Der Grenzstein markierte die Grenze zwischen dem zum Hochstift Osnabrück gehörenden Amt Reckenberg (Rad) und der Grafschaft Rietberg (Adler).                                   |
| Grenzstein   | Haustenbeck Kreis Lippe Kreis Paderborn   | 1860      | 1977     | 1977      | 1860      |      | Der Grenzstein markierte die Grenze zwischen dem Fürstentum Lippe (Lippische Rose) und der preußischen Provinz Westfalen (Adler). Siehe auch → Landesgrenzsteine Lippe          |
| Brücke       | Holzhauser Berg Horn Kreis Lippe          | 1876      | 1979     | 1980/81   | 1876      |      | |

### Service- und Betriebsbauten
| Gebäude                     | Ursprünglicher Standort                             | Erbaut  | Abgebaut | Neuaufbau | Zustand | Foto | Bemerkung/en                                                                                                |
| --------------------------- | --------------------------------------------------- | ------- | -------- | --------- | ------- | ---- | --- |
| Gaststätte „Tiergartenkrug“ | Haus Kiencker-Niederhellmann Lienen Kreis Steinfurt | 1756    | 1963     | 1971/72   |         |      | Die Gaststätte wird in einem ehemaligen Handwerkerhaus betrieben.                                           |
| Toilettengebäude            | Pfarrhof Beelen Kreis Warendorf                     | 18. Jh. | 1966     | 1971      |         |      | Ehemaliges Schweinehaus im münsterländischen Beelen.                                                        |
| Toilettengebäude            | Gut Wintrup Steinheim Kreis Höxter                  | 18. Jh. | 1981     | 1981      |         |      | Ehemaliger Pferdestall des Guts Wintrup.                                                                    |
| Bauhof                      |                                                     |         |          | 1974      | 1974    |      | Im 1974 neu erbauten Bauhof befinden sich Garagen, Restaurierungswerkstätten, Sozialräume und die Zimmerei. |
| Gärtnerei                   | Hof Grote Detmold-Spork-Eichholz Kreis Lippe        | 1763    | 1960     | 1988/89   |         |      | Die Gärtnerei des Museums befindet sich in der ehemaligen Leibzucht des Hofs Grote.                         |

## Besucherzahlen
| Jahr       | 1971   | 1972   | 1973   | 1974    | 1980    | 1987    | 1990er    | 2017    | 2018    |
| Besucher   | 29.000 | 60.000 | 80.000 | 100.000 | 200.000 | 290.000 | Ø 250.000 | 201.000 | 189.000 |
| Referenzen |        |        |        |         |         |         |           | [ 41 ]  | [ 1 ]   |

### Paderborner Dorf
- Regina Fritsch: Das Brigittenhäuschen. In: Stefan Baumeier im Auftrag des Landschaftsverbandes Westfalen-Lippe (Hrsg.): Einzelführer des Westfälischen Freilichtmuseums Detmold – Landesmuseum für Volkskunde. Nr. 6, 1986, ISBN 3-923432-89-5, ISSN 0174-1950.
- Joachim Kleinmanns, Ira Spieker: Das Handwerkerhaus aus Blomberg. In: Stefan Baumeier im Auftrag des Landschaftsverbandes Westfalen-Lippe (Hrsg.): Einzelführer des Westfälischen Freilichtmuseums Detmold – Landesmuseum für Volkskunde. Nr. 10, 1991, ISBN 3-926160-10-1, ISSN 0174-1950.
- Stefan Baumeier, Marianne Jacoby-Zakfeld: Das Stahlsche Haus. In: Stefan Baumeier im Auftrag des Landschaftsverbandes Westfalen-Lippe (Hrsg.): Einzelführer des Westfälischen Freilichtmuseums Detmold – Landesmuseum für Volkskunde. Nr. 7, 1987, ISBN 3-926160-03-9, ISSN 0174-1950.
- Joachim Kleinmanns, Michaela Linge: Das Tagelöhnerhaus aus Rösebeck. In: Stefan Baumeier im Auftrag des Landschaftsverbandes Westfalen-Lippe (Hrsg.): Einzelführer des Westfälischen Freilichtmuseums Detmold – Landesmuseum für Volkskunde. Nr. 12, 1993, ISBN 3-926160-17-9, ISSN 0174-1950.
- Stefan Baumeier, Annegret Tegtmeier-Breit: Die Dorfschmiede. In: Stefan Baumeier im Auftrag des Landschaftsverbandes Westfalen-Lippe (Hrsg.): Einzelführer des Westfälischen Freilichtmuseums Detmold – Landesmuseum für Volkskunde. Nr. 8, 1989, ISBN 3-926160-07-1, ISSN 0174-1950.
- Katharina Schlimmgen-Ehmke: Die Leibzucht aus Rischenau. In: Stefan Baumeier im Auftrag des Landschaftsverbandes Westfalen-Lippe (Hrsg.): Einzelführer des Westfälischen Freilichtmuseums Detmold – Landesmuseum für Volkskunde. Nr. 13, 1993, ISBN 3-926160-19-5, ISSN 0174-1950.
- Ulrich Schmidt: »Sie waren Juden«. Das Haus Uhlmann im LWL-Freilichtmuseum Detmold. Hrsg.: Landschaftsverband Westfalen-Lippe (= Einzelführer des LWL-Freilichtmuseums. Heft 20). Kettler, Bönen/Detmold 2008, ISBN 978-3-926160-44-7.

### Sauerländer Dorf
- Arnold Beuke, Hubertus Michels: Mit Strom in eine neue Zeit – Das Haus Kayser-Henke im Westfälischen Freilichtmuseum Detmold. In: Stefan Baumeier im Auftrag des Landschaftsverbandes Westfalen-Lippe (Hrsg.): Einzelführer des Westfälischen Freilichtmuseums Detmold – Landesmuseum für Volkskunde. Nr. 15, 1999, ISBN 3-926160-30-6, ISSN 0174-1950.

### Lippischer Meierhof
- Josef Schepers: Der Lippische Meierhof im Westfälischen Freilichtmuseum Detmold. In: Stefan Baumeier im Auftrag des Landschaftsverbandes Westfalen-Lippe (Hrsg.): Schriften des Westfälischen Freilichtmuseums Bäuerlicher Kulturdenkmale Detmold – Landesmuseum für Volkskunde. Nr. 1, 1982, ISBN 3-923432-81-X, ISSN 0721-8052.

### Westhellweg-Hof
- Kurt Dröge: Die Schule aus Thöningsen. In: Stefan Baumeier im Auftrag des Landschaftsverbandes Westfalen-Lippe (Hrsg.): Einzelführer des Westfälischen Freilichtmuseums Detmold – Landesmuseum für Volkskunde. Nr. 3, 1984, ISBN 3-923432-84-4, ISSN 0174-1950.

### Mühlen
- Helmut Sydow, G. Ulrich Großmann: Die Bockwindmühle. In: Stefan Baumeier im Auftrag des Landschaftsverbandes Westfalen-Lippe (Hrsg.): Einzelführer des Westfälischen Freilichtmuseums Detmold – Landesmuseum für Volkskunde. Nr. 2, 1982, ISBN 3-923432-82-8, ISSN 0174-1950.